# Solange Magnano
Solange Magnano (Córdova, 12 de fevereiro de 1971 - Buenos Aires, 29 de novembro de 2009), foi uma modelo argentina, vencedora do Miss Argentina em 1994.
Morreu aos 38 anos, vítima de embolismo pulmonar causado por complicações de uma cirurgia de gluteoplastia.